# Gudang (Asembagus)
Gudang is een bestuurslaag in het regentschap Situbondo van de provincie Oost-Java, Indonesië. Gudang telt 4418 inwoners (volkstelling 2010).